# Afognak
Afognak (Alutiiq: Agw’aneq; Russisch: Афогнак) is een eiland in de Kodiak-Archipel, ongeveer 5 kilometer ten noorden van Kodiak in de Amerikaanse staat Alaska. Het is 69 km lang van oost naar west en 37 kilometer van noord naar zuid. Het eiland heeft een oppervlakte van 1.812,58 km², waarmee het 18e grootste eiland van de Verenigde Staten is. De kust wordt gespleten door vele lange, smalle baaien. Het hoogste punt is 776 meter.
In de dichte sparrenbossen van Afognak leven kodiakberen, Roosevelt-wapiti's en sitkaherten. Veel mensen bezoeken het eiland om te jagen en te vissen.

## Geschiedenis
De United States Census van 1890 vermeldde een reeks nederzettingen langs de strandlijn in de buurt van het Alutiiq-dorp Ag'waneq (ook Afognak genoemd), waaronder het dorp Rutkovsky, bewoond door een groep gepensioneerde werknemers van de Russisch-Amerikaanse Compagnie.
Ag'waneq werd verlaten nadat de Goede Vrrijdagaardbeving in 1964 het eiland verwoestte. De afstammelingen van de inheemse Alaskanen van het eiland zijn officieel erkend als de Native Village of Afognak. De meesten van hen wonen nu in Port Lions of Kodiak.
In het begin van de 21e eeuw zijn er een paar kleine houthakkerskampen en vissershutten op het eiland. In Aleneva woont een gemeenschap van Russische oudgelovigen. De economie is gebaseerd op zelfvoorziening en houtkap. Vervoer vindt plaats per watervliegtuig van Kodiak naar verschillende gebieden op het eiland. Volgens de volkstelling van 2000 telde het eiland 169 inwoners.

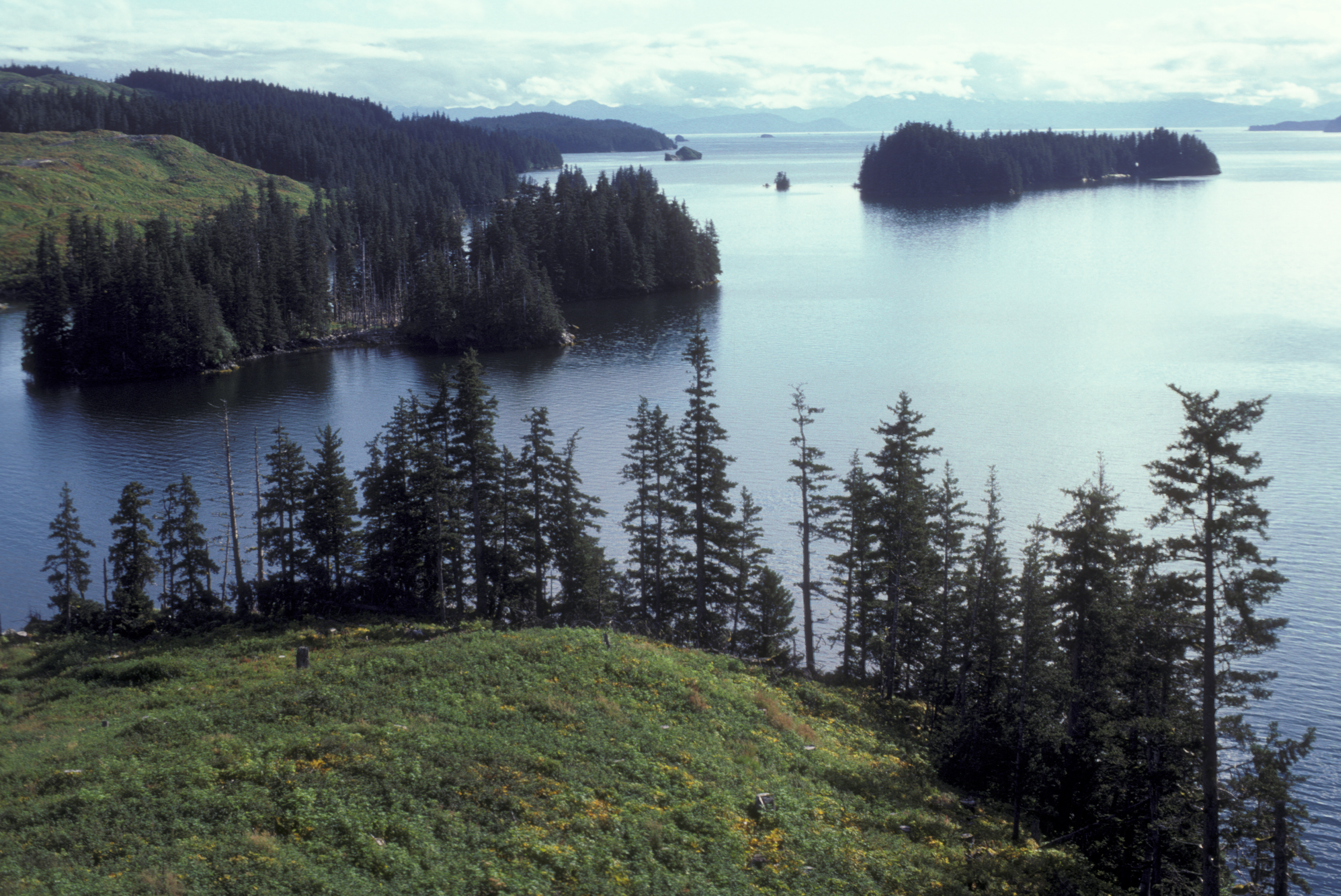
De kustlijn bij Kazakof Bay
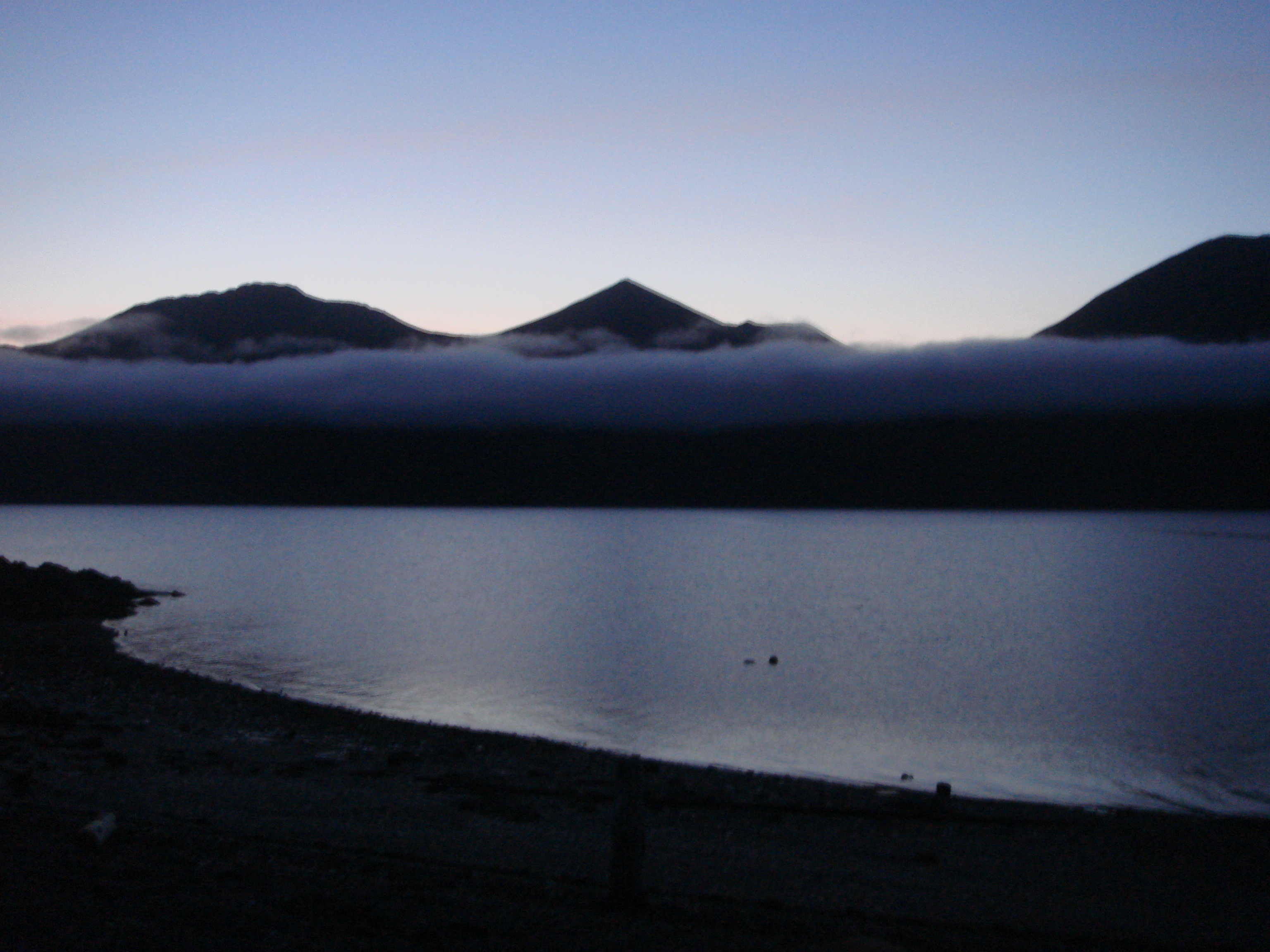
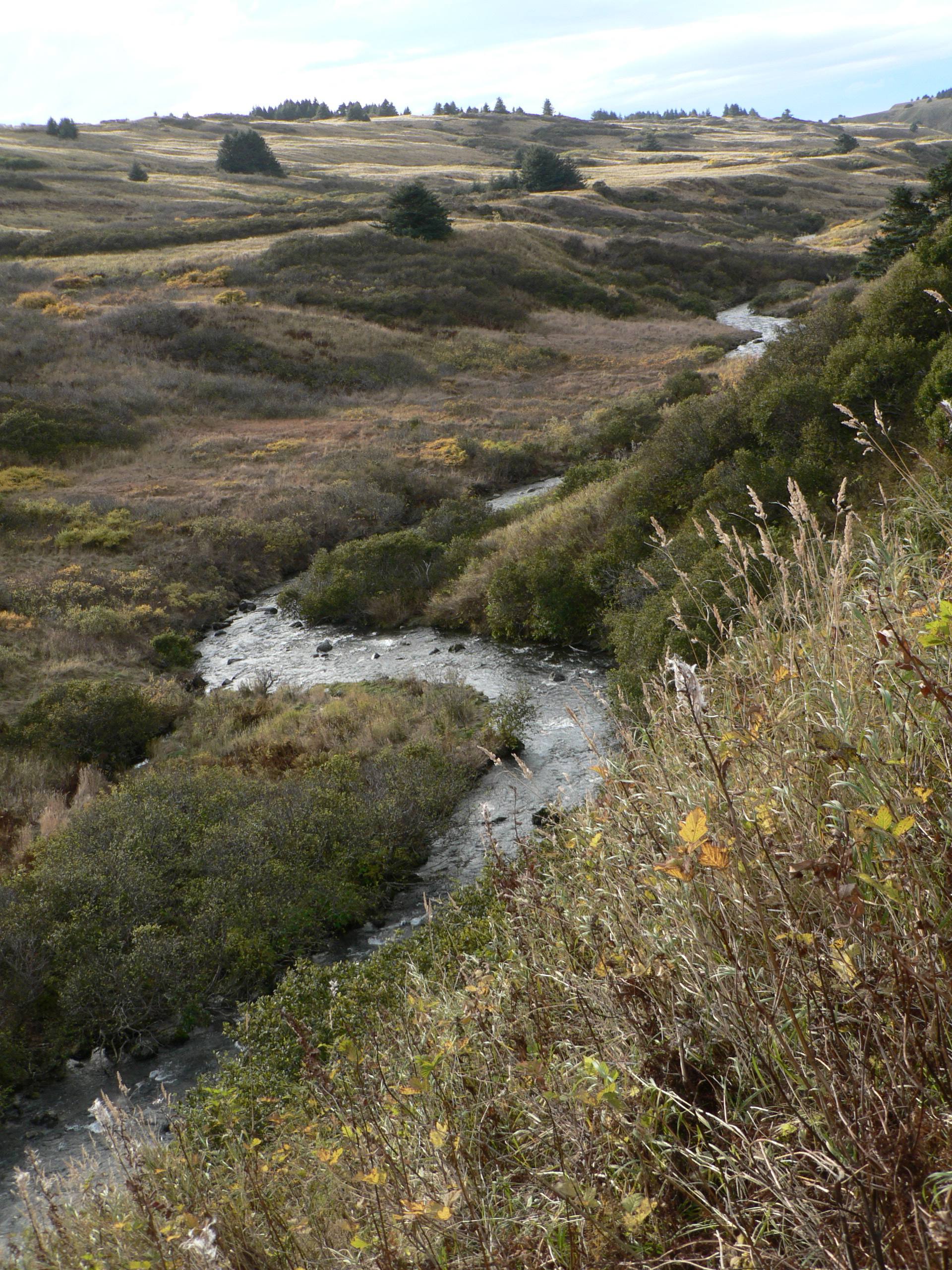
Een stroompje bij Malina Lake
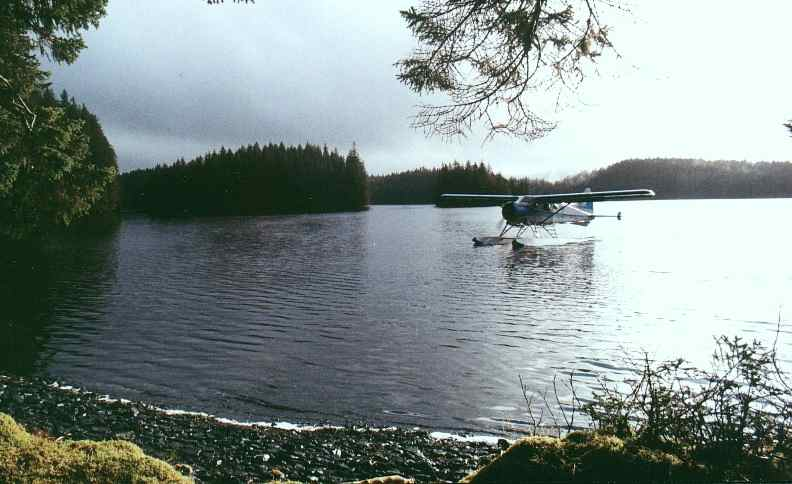
Een watervliegtuig op Laura Lake